# Aşık Mahzuni Şerif
Şerif Cırık (Berçenek, nabij Afsin, 1939 of later – Keulen, 17 mei 2002), ook bekend als Asik Mahzuni Şerif, was een alevitisch-Turks dichter, volkszanger, componist en saz-speler.
Şerif was een populaire volkszanger die heden ten dage nog steeds als een van de beste volkszangers wordt gezien, naast Neşet Ertaş en Aşık Veysel.
Şerif werd begraven in de buurt van de graftombe van Hadji Bektasj Veli, een 13e-eeuwse alevitische heilige, te Nevşehir (Turkije).
- Bibliothèque nationale de France: cb17791257z (data)
- Gemeinsame Normdatei: 1154946541
- International Standard Name Identifier: 0000 0000 4828 6248
- Library of Congress Control Number: no2007147820
- MusicBrainz: 269ef087-8c94-43ec-8ba7-b556dc29fb74
- Système universitaire de documentation: 11011132X
- Virtual International Authority File: 17018575
- WorldCat: E39PBJg8Jyx8gP9PvrHCg89CcP